# Ammodytes hexapterus
Ammodytes hexapterus és una espècie de peix de la família dels ammodítids i de l'ordre dels perciformes. Poden assolir els 30 cm de longitud total.

## Distribució geogràfica
Es troba al Pacífic (des d'Alaska fins al Mar del Japó i el sud de Califòrnia) i a l'Atlàntic occidental (des del nord del Quebec fins a Carolina del Nord).